# Ambassade du Maroc en France
L'ambassade du Maroc en France est la représentation diplomatique du royaume du Maroc auprès de la République française. Elle est située au 5 rue Le Tasse, dans le 16e arrondissement de Paris, la capitale du pays. Son ambassadrice est, depuis 2023, Samira Sitaïl.

## Bâtiment
L'hôtel particulier du 5 rue Le Tasse a été achevé en 1907 sur les plans de René Sergent pour la veuve Marie-Louise Mahieu-Ferry, qui fait partie d'une famille d'Armentières ayant fait fortune dans l'industrie du lin,.
De style néoclassique, les baies en plein cintre de son premier étage sont surmontées de bas-reliefs représentant des amours.

## Histoire

### Avant le protectorat français du Maroc
Du XVIIe au XIXe siècle, le Maroc a envoyé plus d'une dizaine d'ambassades en France,. Abdellah Benaïcha fut par exemple ambassadeur auprès de Louis XIV et Tahar Fennich de Louis XVI. Idriss Al Amraoui est envoyé en France en 1860, sous le Second Empire.

### Après l'indépendance du Maroc
L'hôtel de la rue Le Tasse a d'abord accueilli, à partir du 15 février 1956, la délégation marocaine venue pour négocier avec la France en vue de son indépendance ; il est ensuite devenu l'ambassade du royaume, après l'indépendance.
La représentation diplomatique du Maroc à Paris a été organisée par un échange de lettres concomitant à la convention diplomatique du 20 mai 1956 entre les deux pays.
L'ambassade a été occupée à deux reprises par des étudiants marocains, en signe de protestation, en 1967 (pour soutenir l'UNEM) et 1970.

## Ambassadeurs du Maroc en France
Les ambassadeurs du Maroc en France ont été successivement :

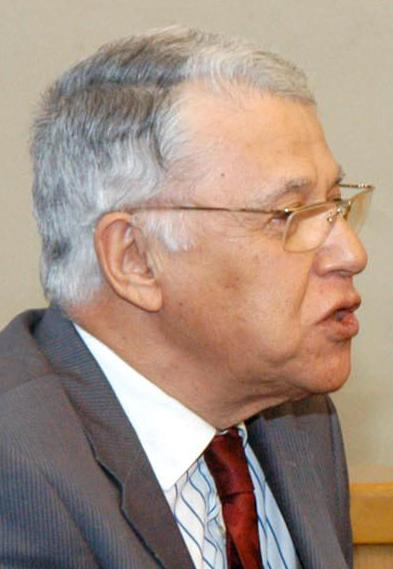
Abas El Fassi.

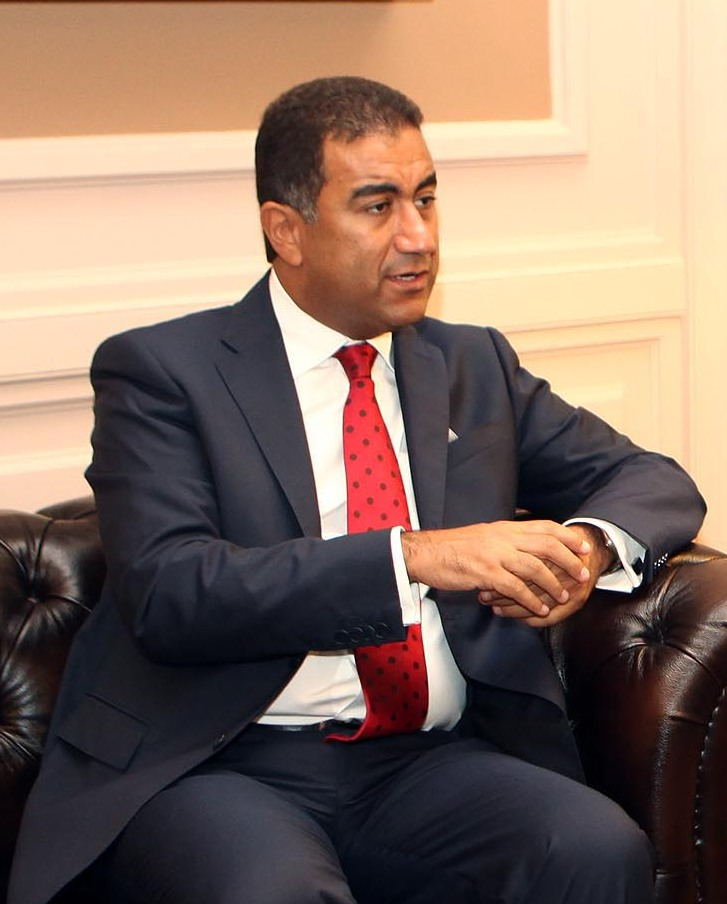
Fathallah Sijilmassi.

| Date de nomination   | Date de nomination   | Date de remise des lettres de créance | Date de remise des lettres de créance | Ambassadeur                            |
| Avant le protectorat | Avant le protectorat | Avant le protectorat                  | Avant le protectorat                  | Avant le protectorat                   |
| -------------------- | -------------------- | ------------------------------------- | ------------------------------------- | -------------------------------------- |
|                      |                      | 4 janvier 1682                        | [ 12 ]                                | Mohammad Temim                         |
| ?                    |                      | 9 juin 1876                           | [ a ]                                 | Hadj Mohammed el Zebdi                 |
| ?                    |                      | 3 juillet 1885                        | [ b ]                                 | Abd-el-Malek ben Ali Saïdi Amel        |
| ?                    |                      | 21 septembre 1889                     | [ c ]                                 | Hadj El Maati                          |
| ?                    |                      | 29 mai 1897                           | [ d ]                                 | Mohammed ben Moussa                    |
| ?                    |                      | 27 mai 1909                           | [ e ]                                 | Abdellah El Fassi et Mohammed el Mokri |
| Après le protectorat |                      |                                       |                                       |                                        |
| 19 juin 1956         | ,                    | 22 juin 1956                          | [ f ]                                 | Abderrahim Bouabid                     |
| ?                    |                      | 20 septembre 1957                     | [ g ]                                 | Mohamed Zeghari                        |
| ?                    |                      | 21 février 1959                       | ,                                     | Abdellatif Benjelloun                  |
| ?                    |                      | 29 juillet 1961                       | ,                                     | Mohamed Cherkaoui                      |
| ?                    |                      | 5 décembre 1964                       | ,                                     | Moulay Ali Alaoui (en)                 |
| ?                    |                      | 14 janvier 1970                       | ,                                     | Abdessadek El Glaoui                   |
| 27 janvier 1971      | [ 20 ]               | 24 février 1971                       | ,                                     | Mohamed Laghzaoui                      |
| 22 septembre 1972    | [ 22 ]               | 27 octobre 1972                       | ,                                     | Youssef Ben Abbes                      |
| ?                    |                      | 6 décembre 1990                       | [ n ]                                 | Abbas El Fassi                         |
| 1er octobre 1994     | [ 24 ]               | 18 janvier 1995                       | [ o ]                                 | Mohamed Berrada                        |
| ?                    |                      | 26 novembre 1999                      | [ p ]                                 | Hassan Abouyoub                        |
| ?                    |                      | 11 janvier 2005                       | [ q ]                                 | Fathallah Sijilmassi                   |
| 21 janvier 2009      | [ 25 ]               | 2 juillet 2009                        | [ r ]                                 | El Mostapha Sahel                      |
| 9 mars 2013          | [ 26 ]               | 25 mars 2013                          | ,                                     | Chakib Benmoussa                       |
| 17 octobre 2021      | [ 28 ]               | 22 juillet 2022                       | [ t ]                                 | Mohamed Benchaâboun                    |
| 19 octobre 2023      | [ 29 ]               | 29 février 2024                       | [ u ]                                 | Samira Sitaïl                          |

## Consulats
Le Maroc possède 17 consulats répartis dans les différentes régions françaises, :
- Région Île-de-France : Paris (12 rue de la Saïda), Colombes, Mantes-la-Jolie[32], Orly, Pontoise, Villemomble
- Régions de province : Bastia, Bordeaux, Dijon, Lille, Lyon, Marseille, Montpellier, Orléans, Rennes, Strasbourg, Toulouse

## Galerie

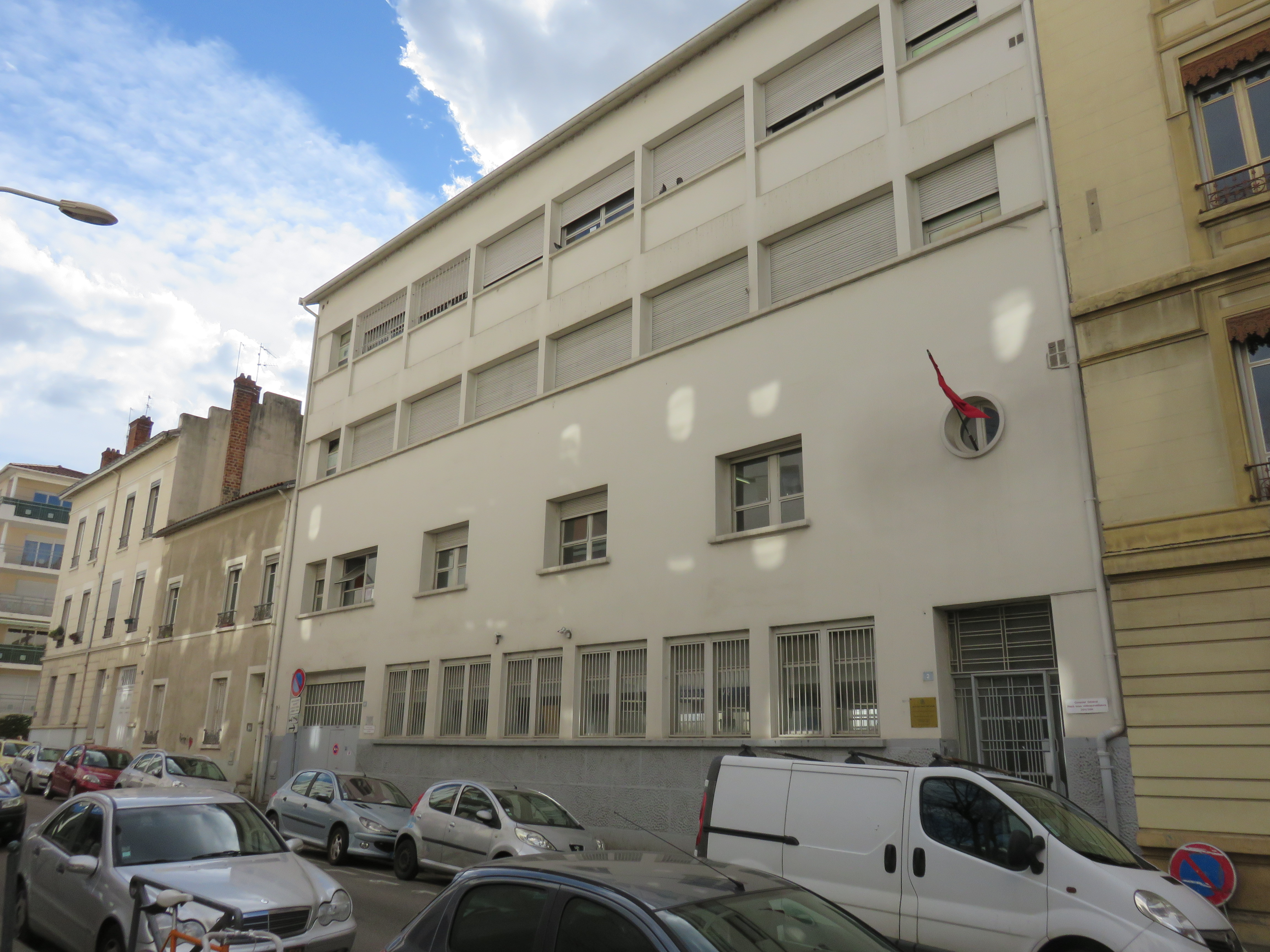
Consulat général à Lyon.
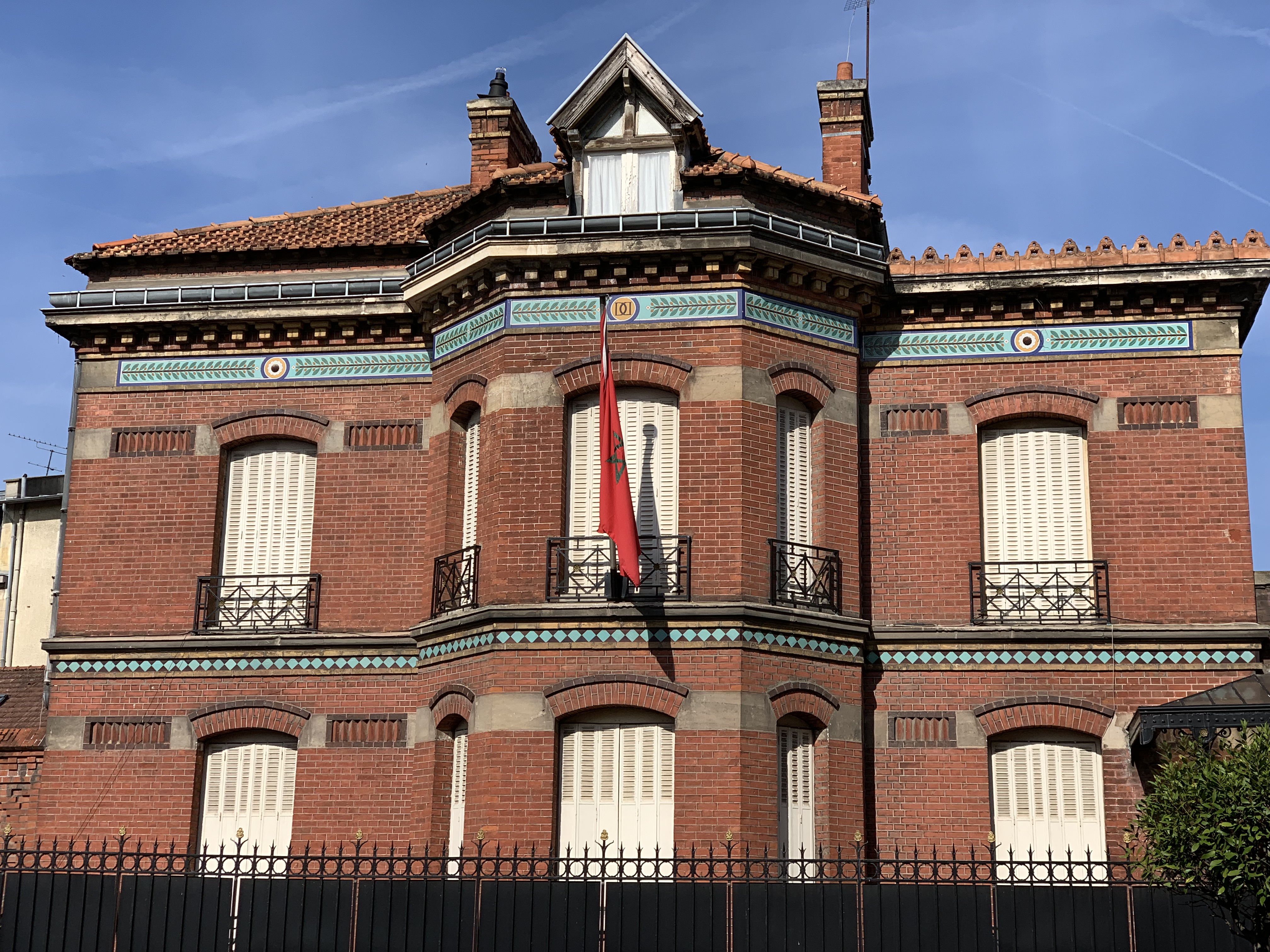
Consulat général à Pontoise.
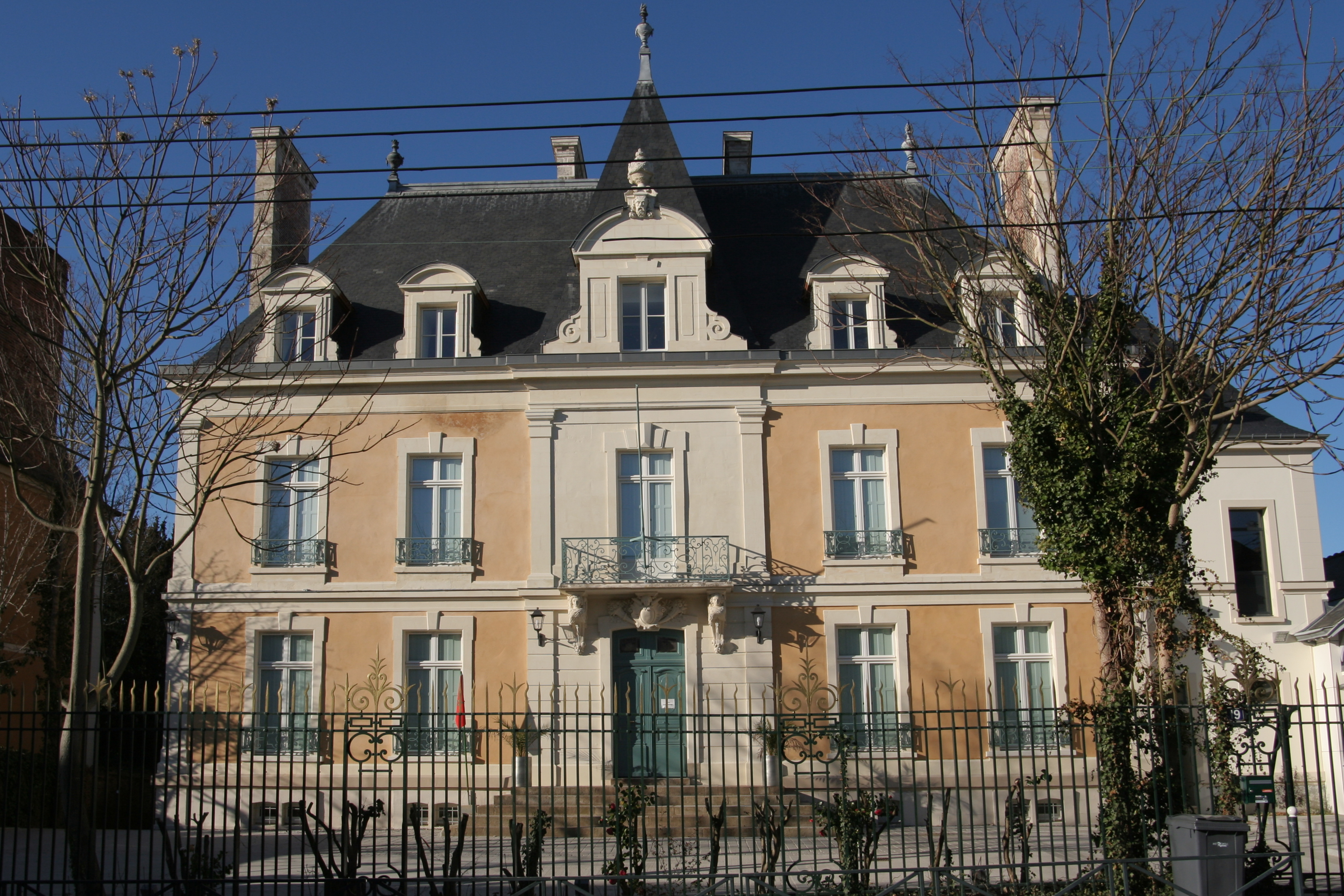
Consulat général à Rennes.
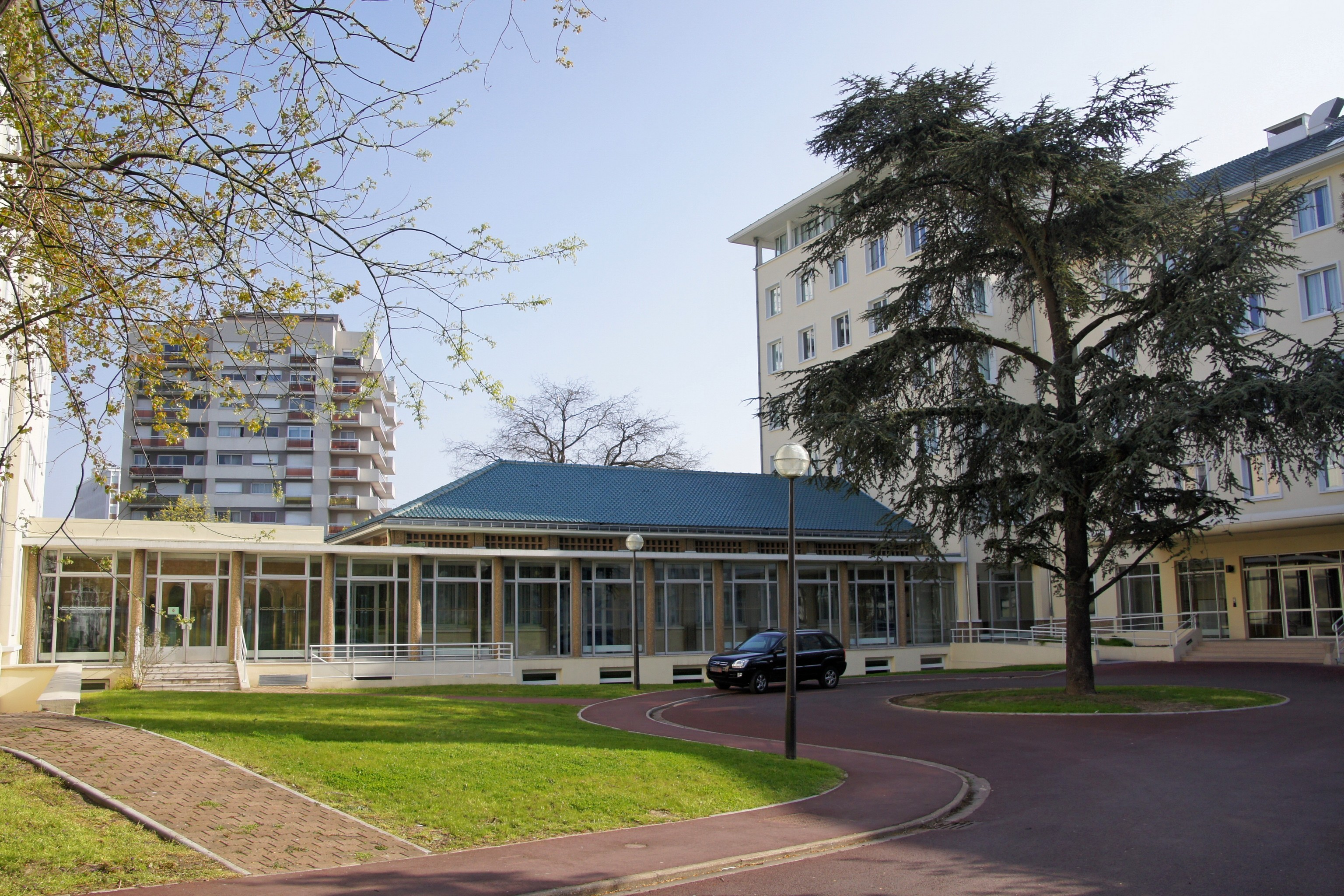
Maison du Maroc dans la Cité internationale universitaire de Paris.